# Bietigheim-Bissingen
Bietigheim-Bissingen [tyskt uttal: [ˌbiːtikʰhaim ˈbisiŋən]] är en stad i Landkreis Ludwigsburg i regionen Stuttgart i Regierungsbezirk Stuttgart i förbundslandet Baden-Württemberg i Tyskland, cirka 19 km norr om Stuttgart och 20 km söder om Heilbronn. Staden bildades 1 januari 1975 genom en sammanslagning av kommunen Bietigheim och staden Bissingen. Tillsammans med den i norr angränsande staden Besigheim bildar städerna ett centrum för de omgivande samhällena i Stuttgart-regionen.
Staden ingår i kommunalförbundet Bietigheim-Bissingen tillsammans med kommunerna  Ingersheim och Tamm.

## Vänorter
Bietigheim-Bissingen har följande vänorter:
- Kusatsu, Japan (sedan 1962)
- Sucy-en-Brie, Frankrike (sedan 1967)
- Surrey Heath, Storbritannien (sedan 1971)
- Szekszárd, Ungern (sedan 1989)
- Overland Park, USA (sedan 1999)
- Saltara, Italien (sedan 2006)